# Neegba/Bar
Neegba/Bar är en klan i Liberia. Den ligger i Beawor District i regionen River Cess County, i den södra delen av landet, 180 km sydost om huvudstaden Monrovia.